# Neustädter Friedhof (Hannover)

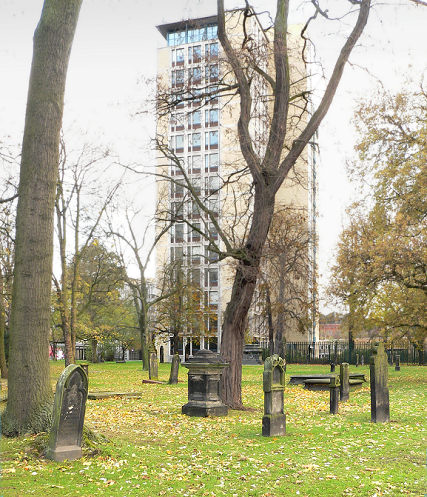
Blick über den Friedhof und heutigen Park zum Conti-Hochhaus

Der Neustädter Friedhof in Hannover, 1646 bis 1876 betrieben, ist ein denkmalgeschützter öffentlicher Park am Königsworther Platz mit einigen bedeutenden Grabdenkmälern.

## Geschichte

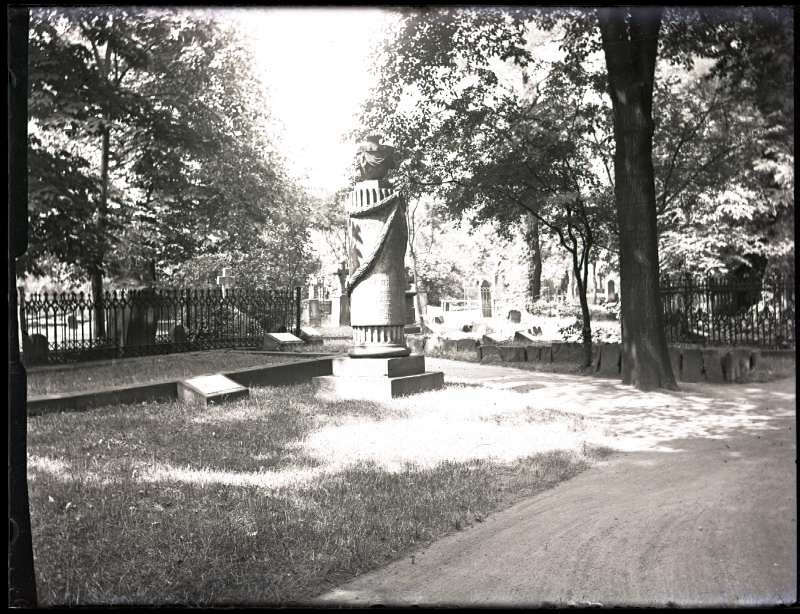
1930er Jahre circa: Eine Grabsäule zwischen historischen Wegeführungen und Grabeinfassungen mit Gittern;
Foto von August Kageler, Bildarchiv der Region Hannover

Der erste Friedhof der Calenberger Neustadt entstand 1610, musste aber wegen Ausbaus der Stadtbefestigung wieder aufgegeben werden. 1646 konnte dann der neue Friedhof außerhalb der Stadtmauer an der Straße nach Nienburg errichtet werden. Er wurde am „Andreastag“ (30. November) als St. Andreas-Friedhof geweiht.
Der später auch Hofkirchhof an der Langen Laube genannte Bestattungsort, anfangs nur für die Bürger der Neustadt vorgesehen, diente dann auch Angehörigen des Herzoglich Braunschweig-Lüneburgischen Hofes zur Beisetzung.
Mehrmals wurde der Friedhof vergrößert, jedoch 1876, nach Bau des Stadtfriedhofs Engesohde geschlossen. Nach den Luftangriffen auf Hannover im Zweiten Weltkrieg wurde die Friedhofsfläche verkleinert für den Bau der Verwaltung der Continental AG (Conti-Hochhaus, heute Universität Hannover) und die Verbreiterung der Otto-Brenner-Straße. Auch litten zahlreiche Grabsteine durch die zunehmende Luftverschmutzung.
Nach Ausbau der Stadtbahnlinien 4/5 Richtung Garbsen/Stöcken und der Neuanlage des Königsworther Platzes in seiner heutigen Form wurde auch das Umfeld des Friedhofs umgestaltet. Vor dem Friedhof, am Rand des Platzes, fanden die fünf Granitskulpturen Etude I bis V des Bildhauers Eugène Dodeigne als Teil der Skulpturenmeile Hannover ihren Platz.

## Grabdenkmäler (Auswahl)

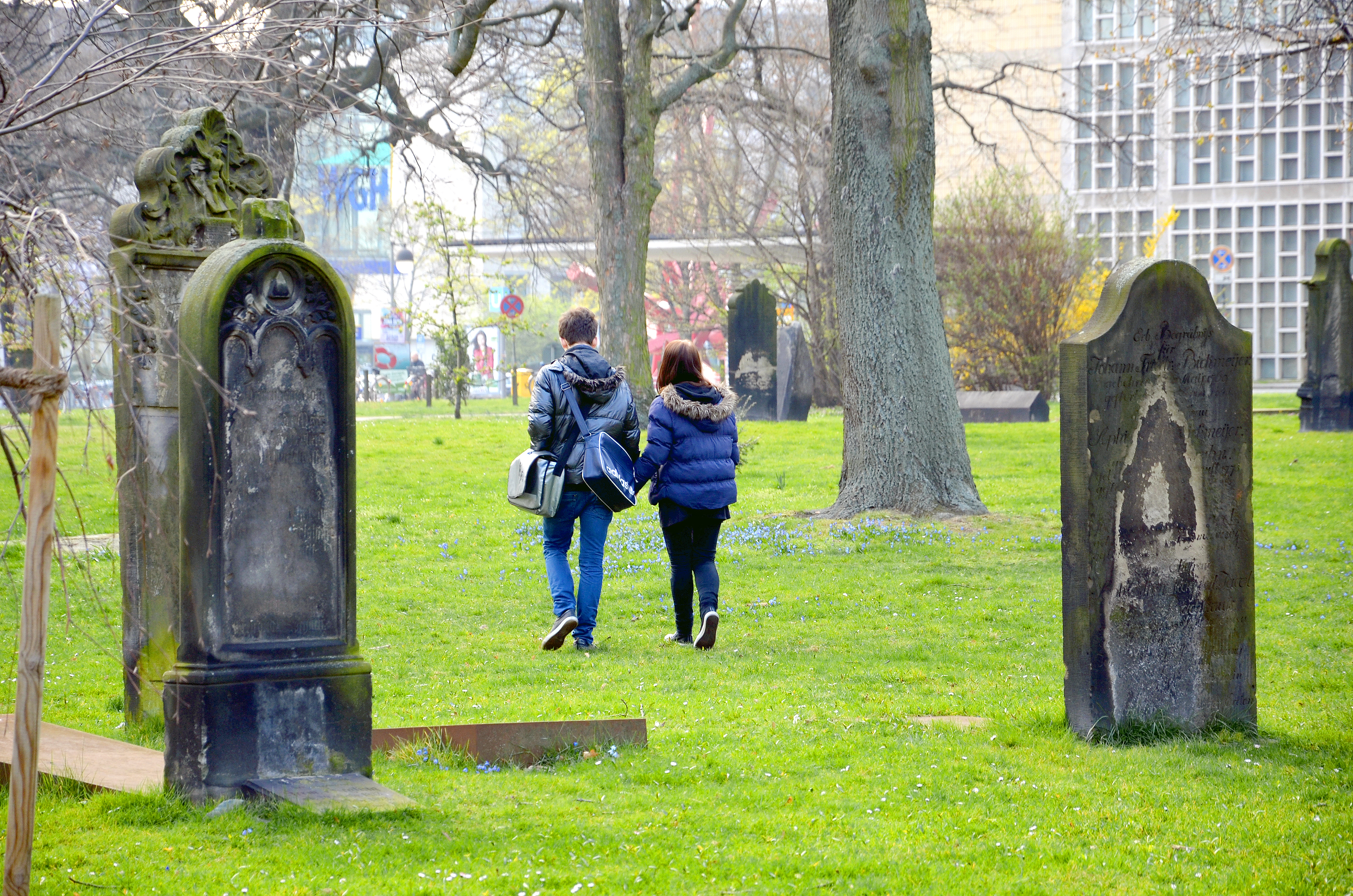
Der Friedhof im Frühling während der Scilla-Blüte

1. Heinrich Marschner (1795 – 1861), königlicher Hofkapellmeister in Hannover, bedeutender Opern-Komponist
2. Anna Margaretha Borcherdings (1702 – 1716): Die sogenannte Geschnürte Jungfrau verstarb der Sage nach an zu engem Schnüren der Taille[3]
3. Christoff Münster (1632 – 1676), der Lange Christoff war herzoglicher Türhüter von 2,48 m Größe, stammte aus Varlosen bei Göttingen
4. Johann Gerhard Helmcke (1750 – 1824), Bäckermeister und Getreidemeister, gehörte um 1800 zu den reichsten Bürgern der Stadt, kaufte 1810 die Herrenhäuser Allee für 1.336 Louis d’or und rettete sie so vor der Abholzung durch französische Truppen. Sein Standmal ist mit einer Brezel als Handwerkssymbol verziert.
5. Hammet und Hasan († 1691), 1683 vor Wien bei der Zweiten Wiener Türkenbelagerung gefangen genommen und als Lakaien für Kurfürstin Sophie eingesetzt. Die „Türkengräber“ sind die letzten Zeugen der Türkenkriege, an denen die hannoverschen Truppen im 17. Jahrhundert vor Wien teilnahmen[4]. Sie gehören zu den ältesten bekannten und erhaltenen Grabstätten sogenannter Beutetürken in Deutschland[5].
6. Wassily Gawrilow (1785 – 1813), russischer Kosakenoffizier, 1946 wurde dem Grab eine Platte hinzugefügt, die die kyrillische Inschrift übersetzt.
7. Ernst Brandes (1758 – 1810), Schriftsteller und Politiker, Kabinettsrat
8. Grabmale der Familie Bahlsen, u. a. des Großvaters des Firmengründers Hermann Friedrich Bahlsen: Anton Georg Eberhard Bahlsen (1781 – 1874)
9. Johann Stieglitz (1767 – 1840), Königlicher Leibarzt jüdischer Herkunft, Grabmal von Laves entworfen
10. Johann Georg Zimmermann (1728 – 1795), Kurfürstlicher Leibarzt, Schriftsteller (Über die Einsamkeit), mit Goethe bekannt
11. Georg Wilhelm Glünder (1799 – 1848), technischer Direktor der Polytechnischen Schule (gemeinsam mit Karl Karmarsch kaufmännischer Direktor). Das Standmal zeigt neben Zahnrad, Winkelmaß und Zirkel den Satz des Pythagoras als geometrische Darstellung.
12. Friedrich August Christian Eisendecher (1784 – 1842), Leiter der General-Steuerkasse des Königreichs Hannover und erster Bewohner der Villa Rosa[6]
13. Jean von L’Estocq (1647 – 1732), französischer Arzt, Ahnherr des deutschen Adelsgeschlechtes von Lestocq und kurfürstlich-hannoverscher Hofchirurg[7]
14. Johann Georg Ziesenis der Jüngere (1716–1776), Hof- und Porträtmaler, und dessen Ehefrau Salome[2]

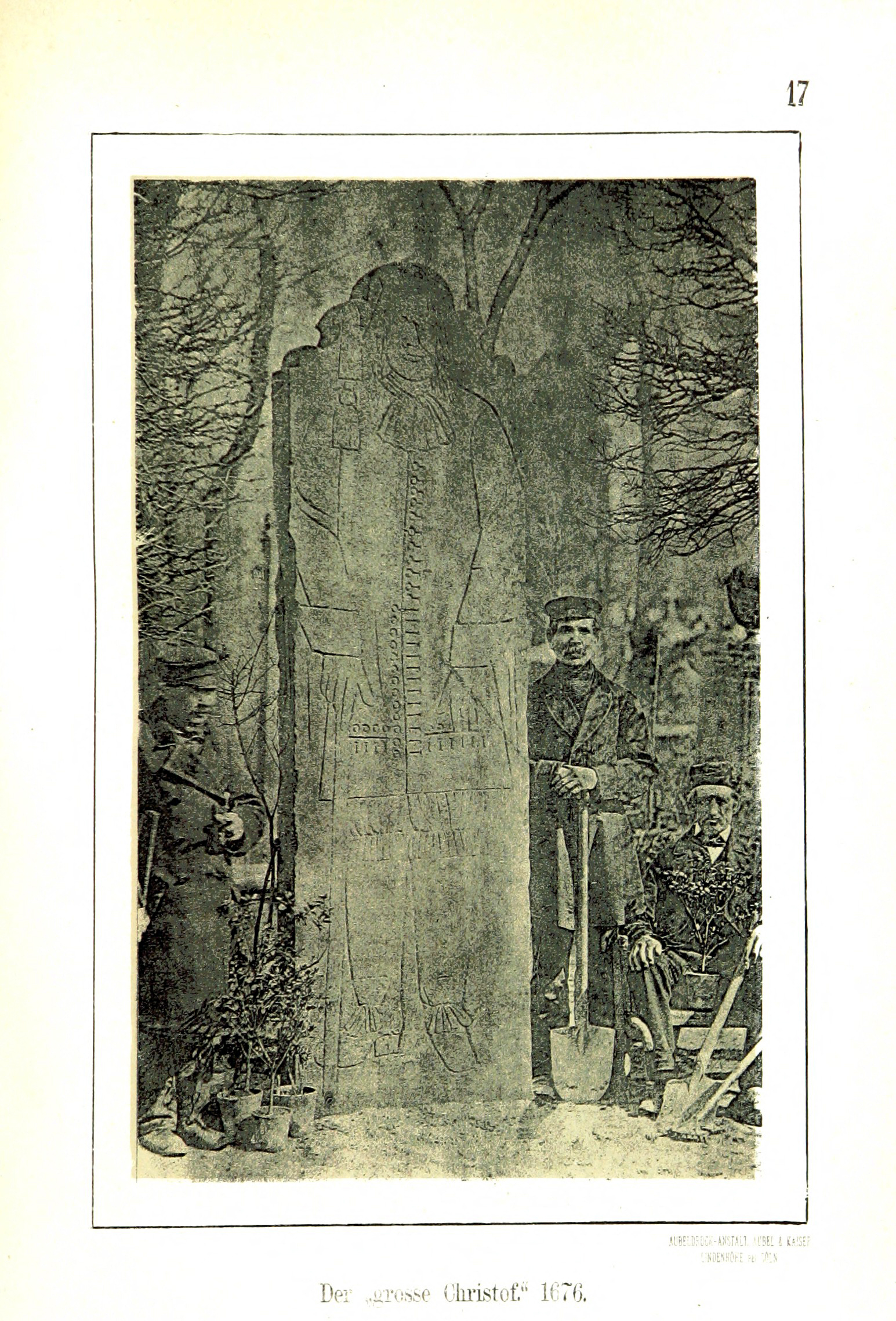
Um 1876 setzten Gärtner am Grabmal des Langen Christoffs neue Pflanzen; Abdruck in August Juglers Buch Aus Hannovers Vorzeit …
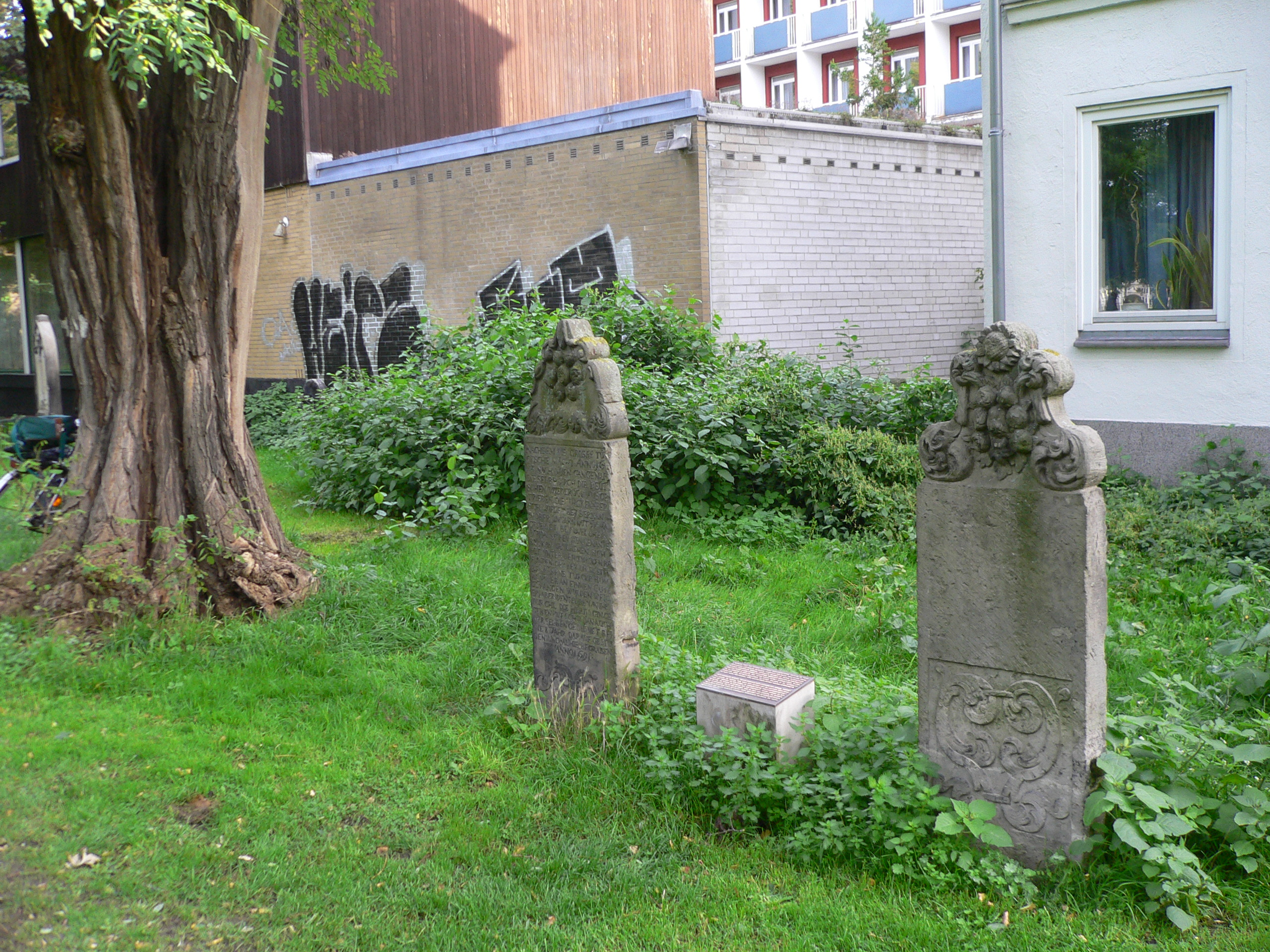
Grabsteine von Hammet und Hasan mit der durch das Türkische Generalkonsulat im Jahr 2000 gesetzten Grabplatte in türkischer und deutscher Sprache
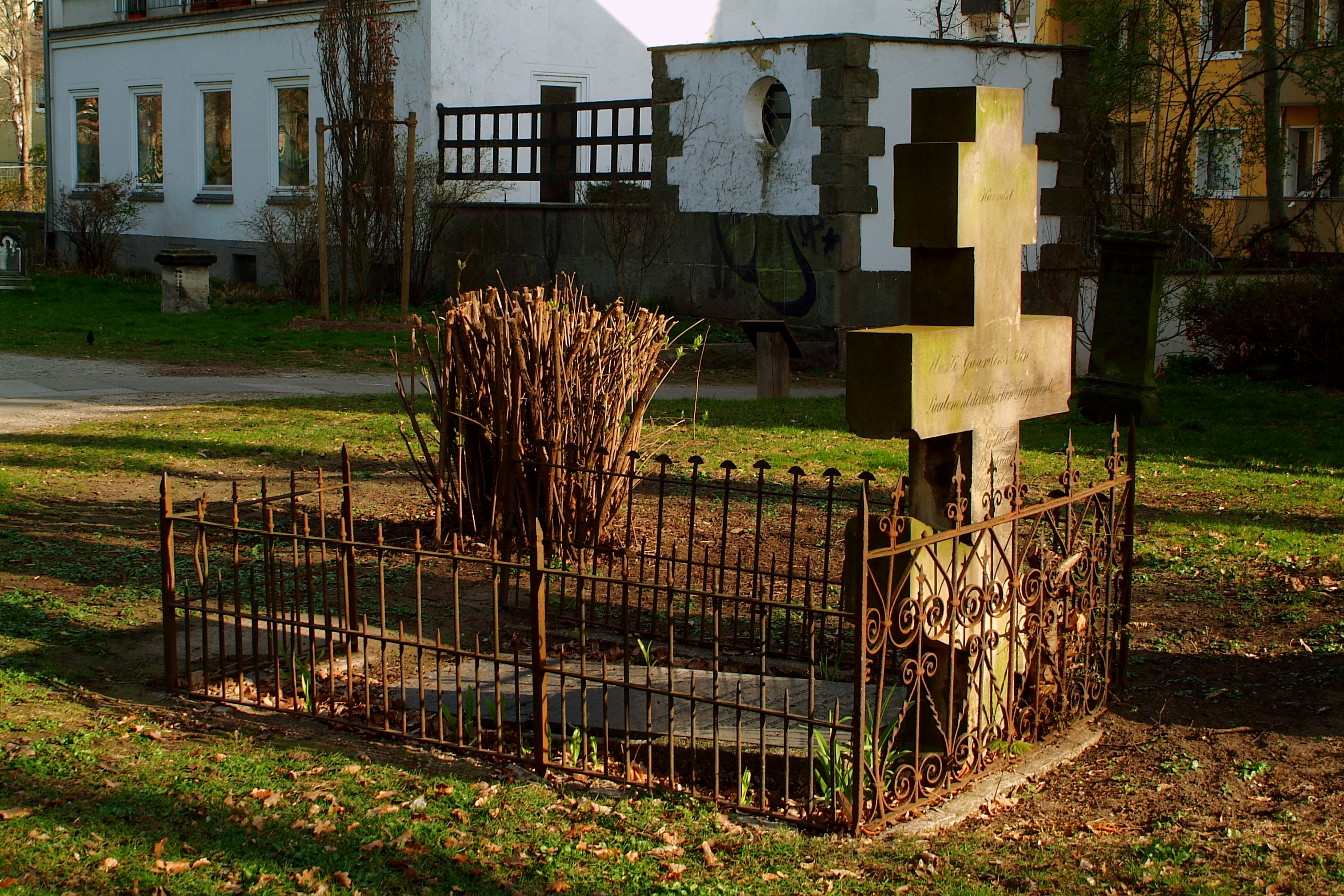
Grabmal des russischen Kosaken Wassily, Sohn des Gawrilow, mit Orthodoxem Kreuz, Eisen-Einfriedung und 1946 durch sowjetische Soldaten hinzugefügter Ehrenplatte
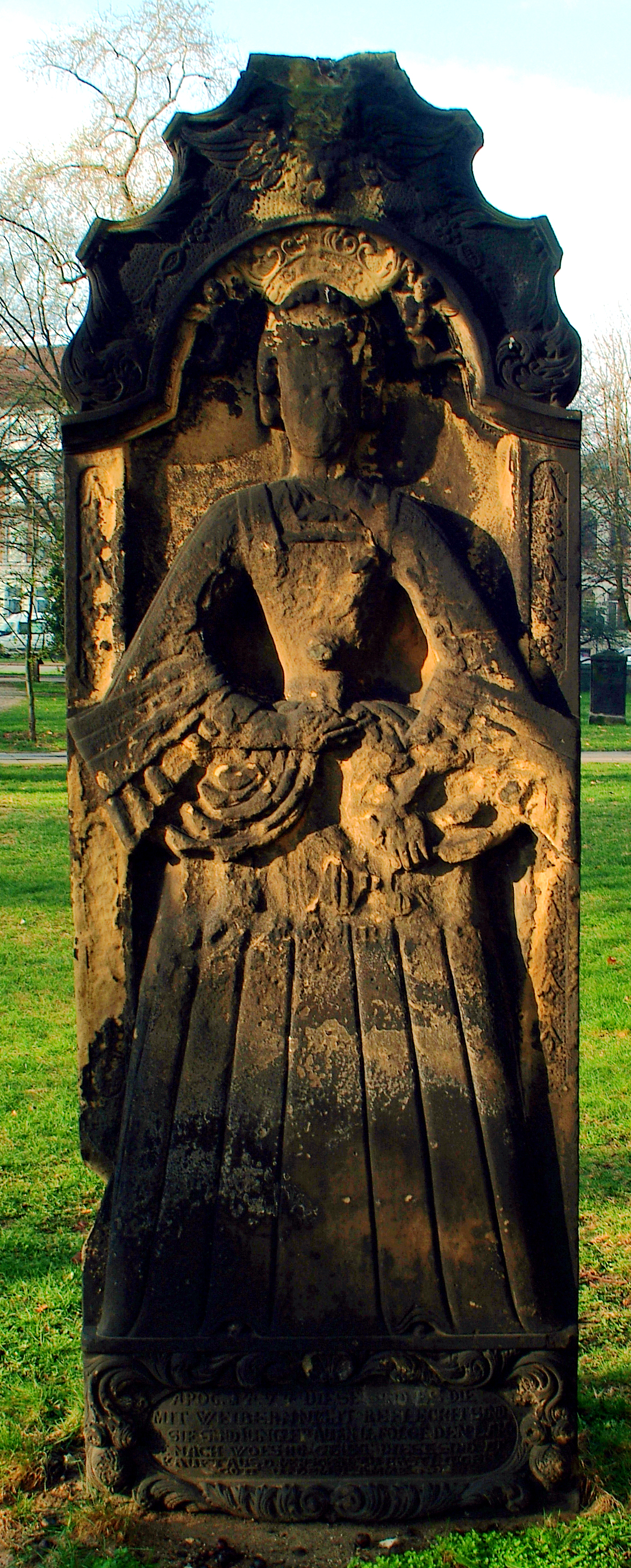
Die geschnürte Jungfrau starb mit 15 Jahren angeblich an ihrem aus Eitelkeit zu eng geschnürtem Korsett

## Sonstige
- Der Zinngießermeister Friedrich Ludwig Arnold Taberger sowie seine Ehefrau wurden auf dem Friedhof bestattet.[8]